# 제프리 하우

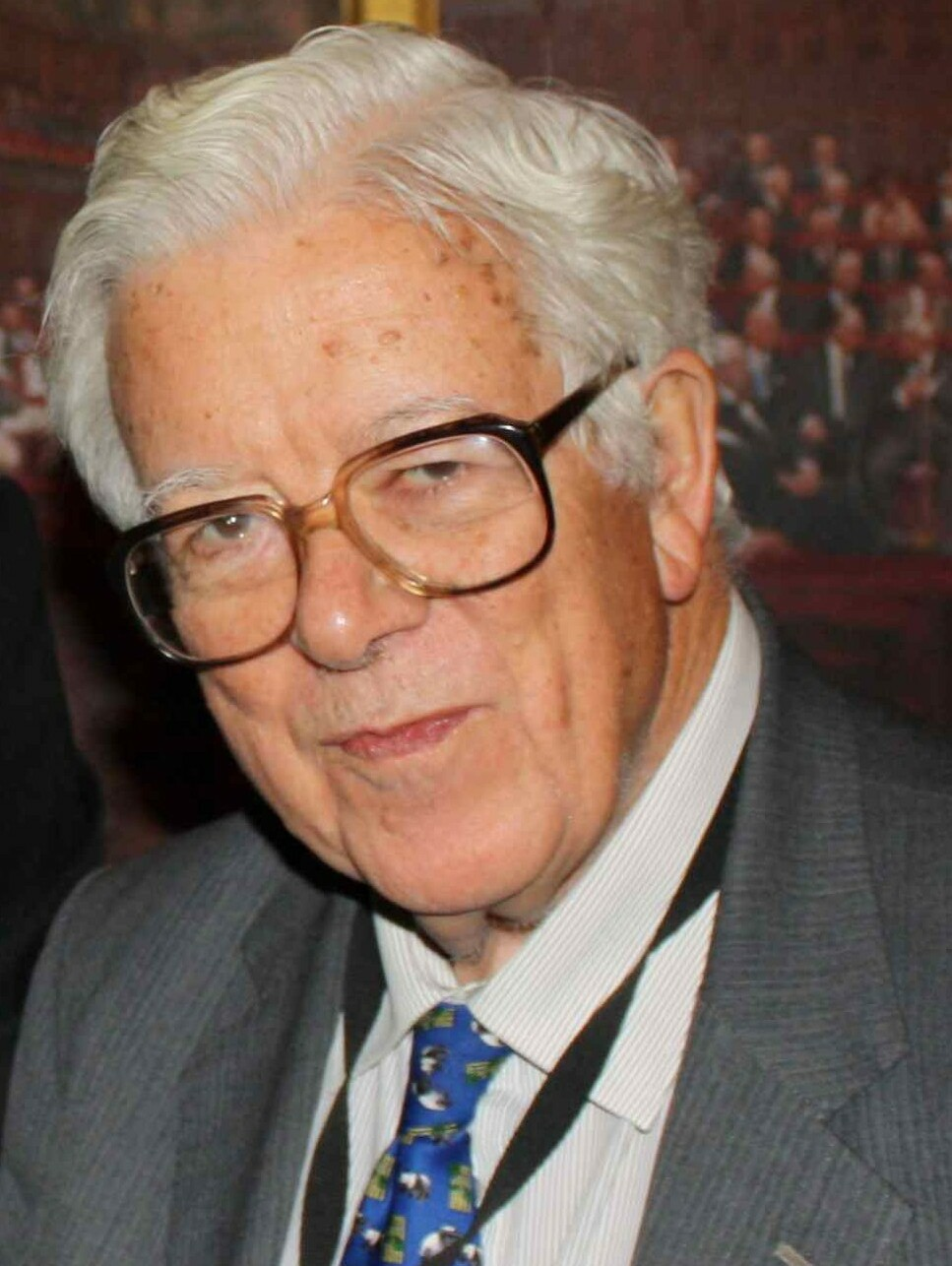
제프리 하우

리처드 에드워드 제프리 하우(Richard Edward Geoffrey Howe, 1926년 12월 20일 ~ 2015년 10월 9일)는 영국의 정치인이다. 1989년 7월 24일부터 1990년 11월 1일까지 부총리를 역임했다.

## 역대 선거 결과
| 선거명      | 직책명                         | 대수 | 정당   | 득표율 | 득표수   | 결과 | 당락                       |
| ----------- | ------------------------------ | ---- | ------ | ------ | -------- | ---- | -------------------------- |
| 1955년 선거 | 하원의원 (애버라본 선거구)     | 41대 | 보수당 | 30.46% | 12,706표 | 2위  | 낙선                       |
| 1959년 선거 | 하원의원 (애버라본 선거구)     | 42대 | 보수당 | 27.60% | 12,759표 | 2위  | 낙선                       |
| 1964년 선거 | 하원의원 (베빙톤 선거구)       | 43대 | 보수당 | 45.33% | 26,943표 | 1위  | 베빙톤 하원의원 당선       |
| 1966년 선거 | 하원의원 (베빙톤 선거구)       | 44대 | 보수당 | 48.01% | 28,208표 | 2위  | 낙선                       |
| 1970년 선거 | 하원의원 (라이게이트 선거구)   | 45대 | 보수당 | 53.86% | 28,462표 | 1위  | 라이게이트 하원의원 당선   |
| 1974년 선거 | 하원의원 (서레이이스트 선거구) | 46대 | 보수당 | 51.17% | 23,563표 | 1위  | 서레이이스트 하원의원 당선 |
| 1974년 선거 | 하원의원 (서레이이스트 선거구) | 47대 | 보수당 | 52.42% | 22,227표 | 1위  | 서레이이스트 하원의원 당선 |
| 1979년 선거 | 하원의원 (서레이이스트 선거구) | 48대 | 보수당 | 62.84% | 28,266표 | 1위  | 서레이이스트 하원의원 당선 |
| 1983년 선거 | 하원의원 (서레이이스트 선거구) | 49대 | 보수당 | 62.90% | 27,272표 | 1위  | 서레이이스트 하원의원 당선 |
| 1987년 선거 | 하원의원 (서레이이스트 선거구) | 50대 | 보수당 | 63.39% | 29,126표 | 1위  | 서레이이스트 하원의원 당선 |